# 内海突破
内海 突破（うつみ とっぱ）は、漫才師の名跡。

## 初代
初代 内海突破（1915年2月25日 - 1968年6月8日）は、本名：木村貞行（きむら さだゆき）。愛媛県南宇和郡内海村（現在の愛南町）出身。妻はテイチク専属歌手だった前島節子。

### 来歴・人物
御荘金吾の弟。浪華商業学校、関西大学卒業。大阪市港湾局に奉職したが、芸人への思い断ち難く、高校で同級生だった西条凡児に弟子入り。凡児の相方が1935年応集直後に戦死したため、翌1936年に西条凡々の名で凡児と組んでデビュー。同年10月、故郷の内海村から亭号を頂いて改名。
後に吉本興業の専属となり上京。10人目の相方・並木一路とのコンビで、1940年頃から横山エンタツ・花菱アチャコらと並び称される人気者になる。1941年に人気から東宝演芸部専属に引き抜きされ、復員後も一路・突破で活動、1947年からは映画にも進出するも、1949年にNHKラジオ『陽気な喫茶店』に松井翠声との掛け合いが人気となりコンビを解散。
その後はピンのコメディアン、ボードビリアンとしてラジオ・映画に活躍の場を広げた。
「ギョッ」「ギョギョギョのギョッ！」というギャグが流行語になった。

### 主な映画出演
- 素晴らしき日曜日 1947
- 淑女と風船 1950
- 歌姫都へ行く 1950
- 恋愛台風圏 1950
- 月が出た出た 1951
- 目下恋愛中 1951
- 夕立勘五郎 1953
- 初笑い寛永御前試合 1953
- 娘十六ジャズ祭 1954
- 家庭の事情 こんばんわの巻 1954
- 旗本退屈男 謎の百万両 1954
- スラバヤ殿下 1955
- 猿飛佐助 1955
- 緑はるかに 1955
- 落日の決闘 1955
- 少年死刑囚 1955
- 裏町のお転婆娘 1956
- 第8監房 1956
- お化け駕籠 1956
- 兄とその妹 1956
- 猫と庄造と二人のをんな 1956
- 歌う弥次喜多　黄金道中 1957
- 花まつり男道中 1957
- 阿波おどり 鳴門の海賊 1957
- 負ケラレマセン勝ツマデハ 1958
- 東京野郎と女ども 1958
- 夜の牙 1958
- モダン道中 その恋待ったなし 1958
- 東京のバスガール 1958
- 縞の背広の親分衆 1961

他脇役などで多数出演。

## 2代目
2代目 内海突破（1917年 - ）は、本名：木村三郎。愛媛県出身。

### 来歴・人物
御荘金吾及び初代の弟。復員後兄に弟子入りし、1950年2月、浅草松竹演芸場で宇和島三郎・四郎の三郎でデビュー。
二代目「内海突破」の襲名には少なからず反対があった。
私生活では芸人たるものプライベートはあってないようなものという理念から普段でも派手な舞台で着るスーツを着用していた。メガネは伊達メガネでレンズが入っていなかった。舞台ではポケットから取り出したハンカチで結んでアピールして笑いを取っていた。
喫茶店を経営していたこともあり、徐々に表舞台からは遠ざかっているものの、現在も存命である。